# بيل هايندان
بيل هايندان (بالإنجليزية: Bill Hindman)‏ هو ممثل أمريكي، ولد في 15 يوليو 1922 في توليدو في الولايات المتحدة، وتوفي في 9 يوليو 1999 في هياليه في الولايات المتحدة.

## وصلات خارجية
- بيل هايندان على موقع IMDb (الإنجليزية)
- بيل هايندان على موقع ألو سيني (الفرنسية)
- بيل هايندان على موقع أول موفي (الإنجليزية)
- بيل هايندان على موقع قاعدة بيانات الأفلام السويدية (السويدية)
- بيل هايندان على موقع قاعدة بيانات الفيلم (الإنجليزية)
- بيل هايندان على موقع كينوبويسك (الروسية)